# Shohei Okada
Shohei Okada (岡田 翔平, Okada Shohei) est un footballeur japonais né le 29 avril 1989. Il évolue au poste d'ailier droit.

## Biographie
Lors de la saison 2014, il inscrit 14 buts en deuxième division japonaise avec le Shonan Bellmare.

## Palmarès
- Champion du Japon de D2 en 2014 avec le Shonan Bellmare